# El bosque de Tallac
El bosque de Tallac, conocida informalmente como Jackie y Nuca es una serie japonesa de dibujos animados, cuyo título original es Seton Dōbutsuki Kuma no ko Jakkī (シートン動物記　くまの子ジャッキー?)  «La fábula del osezno Jacky de Seton». La serie se basa en un relato de Ernest Thompson Seton de 1904, Monarch: The Big Bear of Tallac (Monarca, el gran oso de Tallac).

## Datos generales
La serie fue producida por la Nippon Animation y se estrenó el 7 de junio de 1977. Consta de 26 episodios de 26 minutos cada uno. 
La sinfonía de la versión en castellano fue compuesta por Guido y Maurizio de Angelis. Esta canción también ha sido utilizada para otros doblajes europeos basados en el español, como por ejemplo el primer doblaje en portugués de Portugal, el italiano, el polaco o el doblaje finlandés, estos dos últimos con la canción sin doblar. En España la serie fue estrenada por TVE el sábado 16 de diciembre de 1978.[cita requerida]

## Argumento
La historia está ambientada en los parajes naturales de la Sierra Nevada californiana de finales del siglo XIX y narra las peripecias de Jackie y su hermana Nuca, que era demasiado dura algunas veces, y que tenía ganas de luchar sobre el agua para hacer caer a Jackie, dos oseznos que vivían felices en la montaña Tallac, hasta que un disparo abate mortalmente a su madre, la osa Grizzle. Los oseznos huérfanos vagan indefensos por el bosque hasta toparse con Senda, un niño indio, y su amiga Olga, hija de un terrateniente ganadero, que pronto se encariñan con los animales. Senda se los lleva a casa y decide ocuparse de los cachorros como lo hubiera hecho su propia madre, bajo la supervisión de su padre, Kellian. Los traviesos ositos se integran en su nueva familia y se crea un fuerte vínculo entre los niños y los oseznos, pero la felicidad de todos se vuelve a truncar cuando los cachorros son robados por el malvado cazador, Bonami, para venderlos a un espectáculo de lucha con perros. Jacky y Nuca consiguen escapar y emprenden su camino de regreso a casa en el que se enfrentarán a múltiples peligros. Pero se encuentran muy lejos y se ven obligados a hibernar solos.
Pasado ya más de un año, Senda ha dejado de buscar a su amiguitos, cuando corre la noticia de que ha aparecido un enorme oso que está matando al ganado de la región. Su padre le informa que cabe la posibilidad de que se trate de Jacky, pero el niño se resiste a creer que su amigo sea un asesino, y cuando se organiza una partida de cazadores para abatir al depredador, Senda sale en busca de su amigo Jacky. Entre tanto, Jacky y Nuca han conseguido regresar a su bosque natal. Jacky, que ahora es un gran oso, tiene un encuentro con el oso que está matando al ganado y entablan una encarnizada lucha de la que Jacky sale victorioso. Casi de inmediato, la partida de cazadores da con Jacky y, creyéndole el responsable de las muertes de terneros, se disponen a matarlo, pero Senda se interpone entre los cañones de los rifles y el oso que gruñe amenazador ante los hombres, a los que ha aprendido a temer. Pero cuando el niño se acerca, Jacky lo reconoce y, ante el asombro de todos, se vuelve a comportar como el manso cachorro que atiende a las señas a su amigo y lo lame. Finalmente se descubre al oso culpable, muerto por Jacky, junto a un ternero a medio comer, lo que libera a Jacky de las sospechas. La alegría del reencuentro se ensombrece cuando su padre hace comprender a Senda que ahora Jacky ya no puede ser su mascota, que es un oso adulto que tiene que vivir libre en el bosque. Con pesar, Senda se despide de su amigo y todos lo ven alejarse para siempre junto a su hermana Nuca camino de la montaña.

## Capítulos
1. El primer amigo
2. Peligro en el bosque
3. Primera enseñanza
4. Una caza despiadada
5. El valor de la madre Grisley
6. Adiós madre Grisley
7. La adopción de Jackie y de Nuca
8. El valor de Jackie
9. El difícil papel de madre
10. Los dos traviesos
11. Primeras experiencias
12. La trampa de Bonamy
13. El enjambre de avispas
14. Un castigo justo
15. Viaje a Sacramento
16. Los malvados hombres del salón
17. El incendio
18. Los perros de caza
19. El nuevo amo
20. Un triste adiós
21. El engaño
22. De vuelta a casa
23. Fuego
24. Llega el invierno
25. Jackie y Nuca crecen
26. Buena suerte amigos

## Emisión en España
Primer capítulo emitido el 16 de diciembre de 1978 por Televisión española, contó con el siguiente reparto de doblaje:
- Selica Torcal: Jackie
- Ángela González: Nuca
- Matilde Vilariño: Senda
- Pilar Qintana: Olga
- Héctor Cantolla: Kellian, el padre de Senda
- Eduardo Calvo: Tío Dimas
- Matilde Conesa: Grizzlie, la madre osa
- Ana María Saizar: Hellen
- Julio Núñez: Bonamy
- Benjamín Domingo: Señor Forrester, el padre de Olga